# 聖貝尼托區
7°25′32″S 78°55′37″W / 7.4255°S 78.9269°W
聖貝尼托區（西班牙語：Distrito de San Benito），是秘魯的一個區，位於該國北部卡哈馬卡大區的孔圖馬薩省，始建於1888年11月19日，面積486.6平方公里，海拔高度1,370米，2005年人口3,613，人口密度每平方公里7.4人。